# Orange Money
Orange Money est le service de transfert d'argent et de paiement mobile du groupe Orange, proposé dans la majorité des pays d'Afrique où l'opérateur est présent. Le service est également disponible depuis l'Europe (France, Belgique, Italie, Portugal, Espagne etc.) pour le transfert d'argent vers 25 pays en Afrique (dont le Cameroun, la Côte d'Ivoire, la Guinée, Sénégal, le Mali, Madagascar etc.).

## Histoire

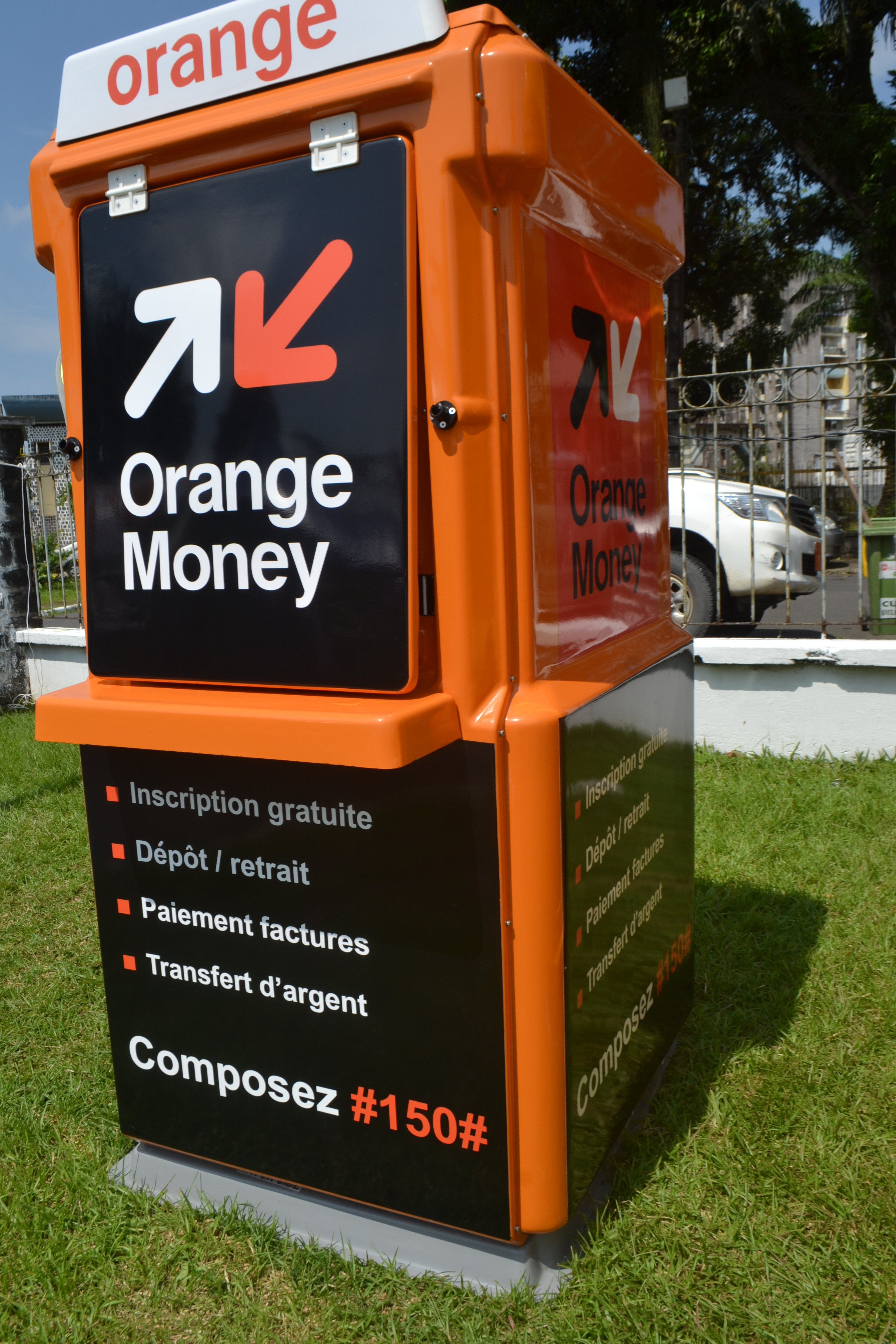
Kiosque Orange Money au Cameroun

Orange Money est déployé pour la première fois en Côte d'Ivoire en décembre 2008. Le service permet alors les dépôts et retraits, l'achat de crédit téléphonique et le paiement des factures Orange. Après un lancement discret, Orange organise une large campagne publicitaire en Côte d'Ivoire en 2009 et atteint entre 100 000 et 150 000 abonnés en un an. Le déploiement initialement prévu au Mali et au Sénégal prend lui du retard, n'étant toujours pas effectif en janvier 2010 alors que son concurrent MTN annonce un déploiement dans quinze pays d'Afrique.
En 2011, Orange Money atteint les trois millions d'abonnés et a été déployé à Madagascar, au Mali, au Niger, au Kenya, au Botswana et au Cameroun,, puis à l'Île Maurice et en Jordanie entre 2011 et 2012. Le service permet désormais de payer différentes factures d'eau, d'électricité, de télévision et de télécommunication, ainsi que de souscrire à des offres d'épargne ou d'assurance.
En 2013, Orange Money offre la possibilité de réaliser des paiements par carte Visa ou des retraits en distributeurs automatiques, service déployé en premier au Botswana. Orange Money est alors utilisable dans treize pays (les nouveaux étant le Maroc, l'Ouganda et la Guinée) et compte huit millions d'abonnés,. Le 24 juillet 2013, Orange Money s'allie à Total pour distribuer Orange Money dans les stations service Total de 12 pays africains.
En juillet 2015, Orange annonce avoir franchi le cap des 14 millions de clients inscrits au service. En septembre 2015, Orange lance Orange Collecte en Côte d'Ivoire, le premier service africain de financement participatif mobile destiné aux clients Orange Money.
En juin 2016, Orange annonce le lancement du service en France avec un fort accent mis sur le transfert vers l'Afrique de l'Ouest, ainsi que le passage du seuil des 18 millions de clients. En septembre 2016, l’offre Orange Money compte 20 millions de clients dans la zone Afrique et Moyen-Orient (+30 % sur un an).
En mars 2017, la BCEAO interdit à Orange Money les transferts entre la France et les pays de l'UEMOA. Depuis avril 2018, cette interdiction est levée. Aujourd’hui, les transferts d’argent sont ouverts entre la France et l’UEMOA. Par ailleurs, Orange Money a également ouvert le transfert d’argent vers la Guinée et Madagascar.
Le 10 mars 2020, Orange Money annonce son lancement au Maroc., pays dans lequel le taux de bancarisation est un peu plus élevé que dans les autres pays où Orange Money est déjà implanté.

### En Europe
Depuis 2018, le service Orange Money est disponible depuis la France pour l'envoi d'argent vers plus de 25 pays (dont le Cameroun, la Côte d'Ivoire, la Guinée, Sénégal, le Mali, Madagascar, etc.). Depuis octobre 2021, le service est aussi disponible depuis la Belgique ; et depuis janvier 2022 pour l'Italie. Depuis, d'autres pays européens ont été lancés tel l'Allemagne, Luxembourg, Portugal, Irlande, Espagne et  les Pays-Bas. Le transfert d'argent est aussi possible entre ces pays européens.
Le service est 100 % digital et permet de transférer de l'argent de manière simple, sécurisée et immédiate vers des comptes Orange Money ou partenaires. Pour cela, il faut télécharger l'application mobile Orange Money Europe depuis les stores Android et iOS. Le service est disponible dans 9 pays européens (France, Belgique, Italie, Allemagne, Pays-Bas, Irlande, Luxembourg, Espagne, Portugal) peu importe l'opérateur téléphonique.
A noter :
- Des tarifs bas sont proposés : frais d'envois à partir de 1,99€[18] et des taux de change avantageux.
- La présence de plus de 500 000 points de retrait Orange Money en Afrique.

Liste de pays disponibles pour l'envoi d'argent depuis la France, Belgique, Italie, Allemagne, Pays-Bas, Irlande, Luxembourg, Espagne, Portugal :   
- Mali[19]
- Guinée[20]
- Sénégal[21]
- Guinée-Bissau
- Mauritanie
- Côte d'Ivoire[22]
- Cameroun[23]
- Madagascar[24]
- Burkina Faso[25]
- Rwanda[26]
- Ghana[27]
- République démocratique du Congo[28]
- République du Congo[29]
- Maroc[30]
- Comores
- Bénin
- Gabon
- Gambie
- Ghana
- Kenya
- Liberia
- Niger
- Nigeria
- Rwanda
- Sierra Leone
- Tchad
- Togo

et  aussi vers 
- Haïti[31]
- Inde[32]
- Vietnam[33]
- Belgique[34]
- Italie
- Allemagne
- Espagne
- Luxembourg
- Portugal
- Pays-Bas
- Irlande
- France[35]

Orange Money Europe permet aussi de recharger du crédit téléphonique de manière instantanée vers plus de 60 opérateurs mobiles dans plus de 25 pays (principalement en Afrique tel Orange, MTN, Airtel, Moov, Malitel etc.).

## Activité

### Fonctionnement

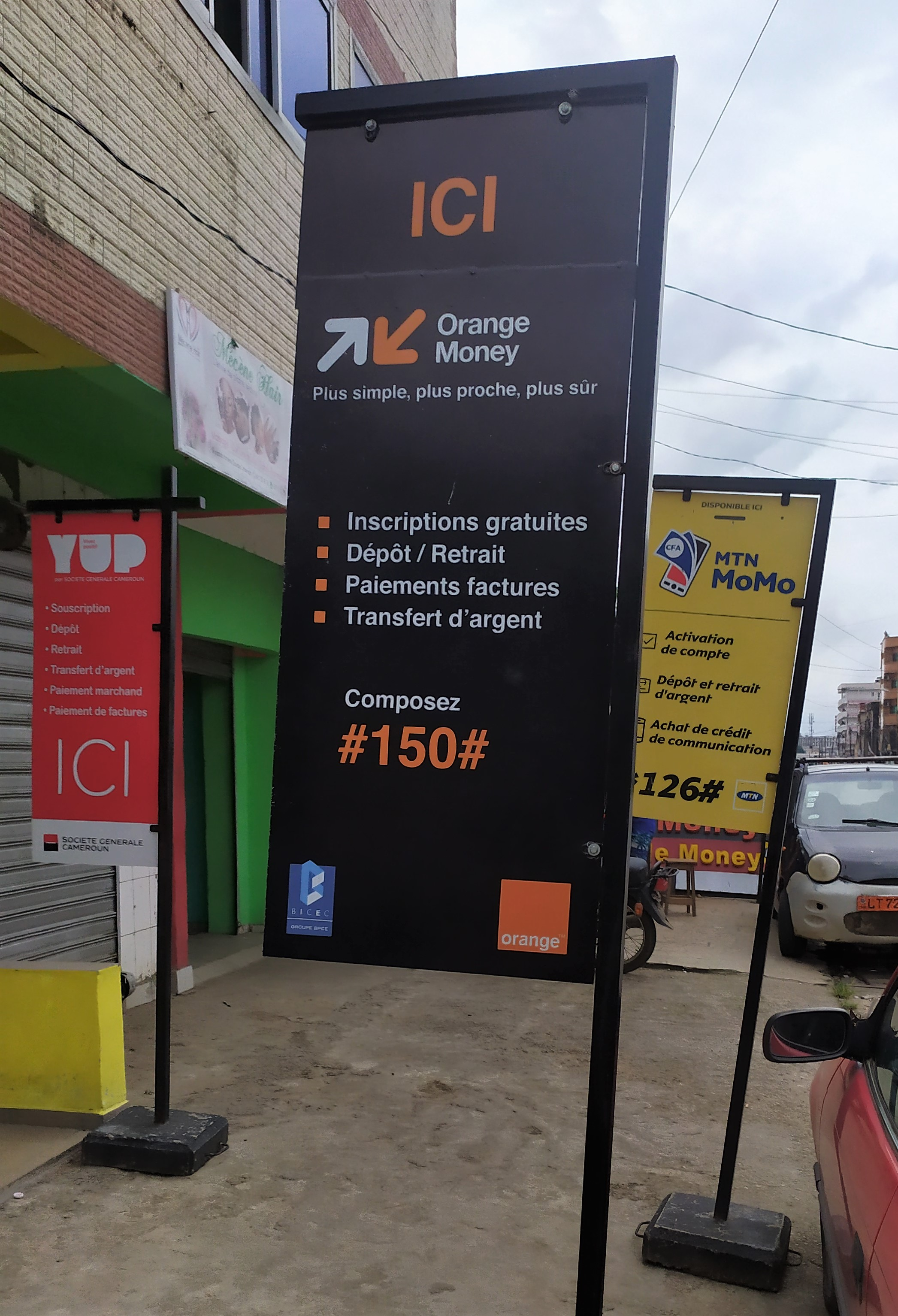
Enseigne à l'entrée d'un point de vente Orange Money

Orange Money permet à ses utilisateurs de déposer de l'argent sur un compte associé à leur numéro de mobile, pour ensuite accéder à une gamme de services, notamment transfert d'argent domestique et international, paiement de factures, paris en ligne et achat de crédit téléphonique. L'inscription est gratuite et peut être réalisée dans tout point de vente équipé de la signalétique Orange Money. Le client doit remplir le formulaire d'inscription et présenter une pièce d'identité. Pour alimenter son compte, l'utilisateur peut se rendre dans un point de vente Orange Money pour y déposer des espèces, recevoir de l'argent d'un autre utilisateur par transfert ou recevoir son salaire directement sur son compte (selon pays).

### Services
Les principaux services sont le dépôt et le retrait d'argent, l'achat de crédit téléphonique, le transfert d'argent domestique et international et le paiement de factures (eau, électricité, télévision, téléphonie, frais de scolarité). Les professionnels (entreprises ou auto-entrepreneurs) ont également la possibilité d'accepter les paiements réalisés par Orange Money avec un compte entreprise.

### Partenariats
Orange s'est également associé à des banques (BNP Paribas, Ecobank, Bank of Africa, Microcred) pour permettre aux clients détenteurs d'un compte bancaire de transférer leur argent facilement et à tout moment entre leur compte bancaire et leur compte Orange Money (et vice versa) depuis leur mobile.Orange Money est le partenaire officiel de la loterie nationale de Côte d'Ivoire LONACI.

### Implantations internationales
Orange Money est disponible dans dix-huit pays (10 mars 2020), sans compter la France :
1. Botswana
2. Burkina Faso
3. Cameroun
4. Côte d'Ivoire
5. Égypte, marqué comme Orange Cash
6. Guinée
7. Guinée-Bissau
8. Liberia
9. Madagascar
10. Mali
11. Maurice
12. Niger
13. République centrafricaine
14. République démocratique du Congo
15. Sénégal
16. Sierra Leone
17. Tunisie
18. Maroc
19. France

En 2017, Orange a créé sept établissements de monnaie électronique en Côte d’Ivoire, en Guinée, au Mali, au Sénégal, en République démocratique du Congo, au Burkina Faso et au Sierra Leone . Ils ont pour activité d’émettre, de distribuer et de gérer la monnaie électronique en lieu et place d’une banque partenaire. Ce statut apporte une plus grande autonomie à Orange et une agilité accrue pour lancer de nouveaux services. Leurs clients auront accès à des offres de services de plus en plus innovantes dans de plus brefs délais.
Afin de mieux contrôler ses activités, Orange a inauguré le CECOM (Centre d’Expertise en Conformité Orange Money) en septembre 2016 à Abidjan. Il s’agit d’une structure chargée de garantir la maîtrise de la conformité liée au service Orange Money dans les pays détenant des agréments d’Émetteur de Monnaie Électronique.

## Concurrence
Orange Money est comparable au service M-Pesa lancé en 2007 par Safaricom au Kenya, et qui a révolutionné l'économie locale avec plus de 17 millions d'utilisateurs réguliers sur 19 millions d'adultes. Les autres concurrents du groupe Orange, en Afrique, sur ce type de services sont les autres opérateurs mobiles panafricains : Airtel, Millicom, MTN, Vodacom. Il existe également des opérateurs purement nationaux qui proposent des offres similaires, comme Telma à Madagascar.
Orange Money fait partie des piliers en matière d'interopérabilité du "mobile money" en Afrique. Telma, Orange et Airtel ont annoncé le 9 septembre 2016 que leurs différents services de paiements par mobile sont désormais compatibles entre eux.
Tous ces services financiers mobiles permettent de renforcer l’inclusion financière sur un continent où les services bancaires sont encore réservés à une minorité de la population : en 2011 le taux d'inclusion financière était de 24 % en  Afrique subsaharienne.

## Controverses
En mars 2014, les agents des kiosques Orange Money au Mali dénoncent leurs conditions de travail extrêmement précaires : licenciements arbitraires, droits de congés inexistants, faibles rémunérations, logistique coûteuse,. La guerre des kiosques est un enjeu stratégique pour occuper le marché des services parabancaires. En mai 2013, alors qu'éclataient les conflits armés dans la capitale du Mali, la sécurité des agents de kiosques Orange Money était au centre de certaines préoccupations.
En août 2015, Orange Money est soupçonné de freiner l'ascension de certains concurrents, comme le sénégalais Wari, en bloquant au niveau d'Orange Télécom les SMS envoyés à leurs usagers,.